# Christian Piot
Christian Piot (sinh ngày 4 tháng 10 năm 1947) sinh ra tại Ougrée, là một cựu danh thủ bóng đá của Bỉ. Ông chơi ở vị trí thủ môn và đã từng đoạt Chiếc giày vàng Bỉ vào năm 1972 trong màu áo của câu lạc bộ Standard Liège. Ông đã 40 lần khoác áo đội tuyển quốc gia và ghi được 1 bàn trong giai đoạn từ năm 1969 tới 1977. Trận đấu đầu tiên là vào ngày 19 tháng 10 năm 1969, trong trận thua 0-4 trước đội tuyển bóng đá Nam Tư. Piot từng tham dự World Cup 1970 và Euro 1972.